# Ренато Ольмі
Ренато Ольмі (італ. Renato Olmi; 12 липня 1914, Треццо-сулл'Адда — 15 травня 1985) — колишній італійський футболіст, півзахисник.
Насамперед відомий виступами за клуб «Амброзіана-Інтер», а також національну збірну Італії.
Дворазовий чемпіон Італії. Володар Кубка Італії. У складі збірної — чемпіон світу.

## Клубна кар'єра
У дорослому футболі дебютував 1933 року виступами за команду клубу «Кремонезе», в якій провів три сезони.
Протягом 1936—1937 років захищав кольори команди клубу «Брешія».
Своєю грою за останню команду привернув увагу представників тренерського штабу клубу «Амброзіана-Інтер», до складу якого приєднався 1937 року. Відіграв за міланську команду наступні чотири сезони своєї ігрової кар'єри. Більшість часу, проведеного у складі «Амброзіани-Інтера», був основним гравцем команди.
Згодом з 1941 по 1946 рік грав у складі команд клубів «Ювентус», «Амброзіана-Інтер» та «Кремонезе».
Завершив професійну ігрову кар'єру у нижчоліговому клубі «Крема», за команду якого виступав протягом 1946—1947 років.

## Виступи за збірну
1940 року дебютував в офіційних матчах у складі національної збірної Італії. Протягом кар'єри у національній команді, яка тривала усього 1 рік, провів у формі головної команди країни 3 матчі.
До цього, у 1938, включався до складу збірної для участі у чемпіонаті світу 1938 року у Франції, де на футбольне поле не воходив, втім, здобув разом з командою титул чемпіона світу.

## Титули і досягнення
- Чемпіон Італії (2):

«Інтернаціонале»: 1937/1938, 1939/1940
- Володар Кубка Італії (1):

«Інтернаціонале»: 1938/1939
- Чемпіон світу (1):

1938